# Moussa Sissako
Moussa Sissako (* 10. November 2000 in Clichy, Frankreich) ist ein malisch-französischer Fußballspieler.

## Karriere

### Klub
Er startete seine Karriere in der Jugend von Racing Club de France, zur Saison 2012/13 wechselt er dann in die von PSG. Hier durchlief er alle Stationen und kam schließlich zur Saison 2018/19 in die B-Mannschaft sowie eine Spielzeit später dann auch in die A-Mannschaft. Anders aber als für die B-Mannschaft, kam er hier nie zum Einsatz. Im Januar 2020 wurde er so an Standard Lüttich nach Belgien verliehen, wo er bis zum Ende der Spielzeit verblieb. Anschließend übernahm ihn der Klub auch komplett. Hier konnte er einige Einsätze absolvieren, landete mit seinem Team aber nur in der unteren Tabellenhälfte. Seit dem 1. September 2022 steht er beim FK Sotschi unter Vertrag.

### Nationalmannschaft
Seinen ersten bekannten Einsatz für die malische A-Nationalmannschaft hatte er dann am 7. Oktober 2021, bei einem 5:0-Sieg über Kenia, während der Qualifikation für die Weltmeisterschaft 2022. Hier wurde er in der 62. Minute für Falaye Sacko eingewechselt.
Im Hinspiel der dritten Runde der Qualifikation zur Weltmeisterschaft 2022 in Katar gegen Tunesien unterlief Sissako in der 36. Spielminute durch ein ungenaues Rückspiel auf den Torhüter ein spielentscheidendes Eigentor. Vier Minuten später wurde er nach einer Notbremse gegen Seifeddine Jaziri des Feldes verwiesen. Da das Rückspiel in Tunesien torlos endete, verpasste Mali die Qualifikation für die Weltmeisterschaft.